# Jens Spahn
Jens Spahn, född 16 maj 1980 i Ahaus, Nordrhein-Westfalen, är en tysk kristdemokratisk politiker. Han var Tysklands hälso- och sjukvårdsminister 2018–2021.